# Бриджмен, Орландо, 3-й граф Брэдфорд
Орландо Джордж Чарльз Бриджмен, 3-й граф Брэдфорд (англ. Orlando George Charles Bridgeman, 3rd Earl of Bradford; 24 апреля 1819 — 12 марта 1898) — британский придворный и консервативный политик. Он носил титул учтивости — виконт Ньюпорт с 1825 по 1865 год. За более чем тридцатилетнюю министерскую карьеру он, в частности, занимал должность лорда-камергера двора в 1866—1868 годах, а также шталмейстером в 1874—1880, 1885—1886 годах.

## Происхождение и образование
Родился 24 апреля 1819 года в Ноттингем-Плейс, Марилебон, Лондон. Старший сын Джорджа Бриджмена, 2-го графа Брэдфорда (1789—1865), и его жены Джорджины Элизабет Монкрейфф (1790—1842), дочери сэра Томаса Монкрейффа, 5-го баронета. Он получил образование в Харроу и Тринити-колледже в Кембридже . Он стал известен под титулом учтивости — виконт Ньюпорт, когда его отец унаследовал графство Брэдфорд в 1825 году, когда он также унаследовал 21 000 акров земли по всей Англии.

## Политическая карьера
Лорд Ньюпорт был избран членом парламента от Южного Шропшира в 1842 году. В феврале 1852 года он был назначен вице-камергером в первой администрации лорда Дерби, и занимал эту должность до падения правительства в декабре 1842 года и вторично с 1858 по 1859 год во второй администрации Дерби . Он был принят в Тайный совет в 1852 году. В 1865 году он сменил своего отца в графстве и вошёл в Палату лордов. Когда граф Дерби стал премьер-министром в третий раз в 1866 году, лорд Брэдфорд был назначен лордом-камергером, и занимал эту должность до декабря 1868 года, последнего года правительства Бенджамина Дизраэли. Он снова служил под руководством Дизраэли в качестве шталмейстера в 1874-1880 и занимал ту же должность с 1885 по 1886 год в первой администрации лорда Солсбери.
Помимо своей политической карьеры, лорд Брэдфорд был заместителем лейтенанта Стаффордшира и занимал должность лорда-лейтенанта Шропшира в период с 1875 по 1896 год. Он служил в йоменской кавалерии Северного Шропшира, начав корнетом в 1839 году, получив звание капитана в 1844 году и уйдя в отставку в 1869 году. 20 марта 1878 года он был назначен почетным полковником 1-го добровольческого батальона королевской легкой пехоты Шропшира.

## Спортивные интересы
Лорд Брэдфорд был владельцем чистокровных скаковых лошадей белого цвета с алыми рукавами и чёрной кепкой, которую носили его жокеи. Он выиграл Цезаревича в Ньюмаркете в 1865 году с Сальпинктесом, а в 1879 году с Чиппендейлом, который занял второе место в двух гонках подряд за один и тот же кубок. В конечном итоге он выиграл Дерби 1892 года с сэром Хьюго.
По приглашению Уильяма Пенни Брукса он был президентом Олимпийского общества Венлока в 1874 году, когда Мач-Венлок принимал Национальные Олимпийские игры.

## Семья

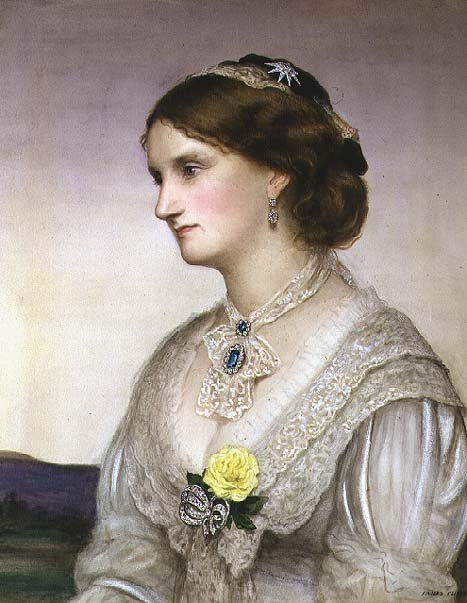
Селина, графиня Брэдфорд, рпортрет Эдварда Клиффорда, 1876 год

10 апреля 1844 года лорд Брэдфорд женился на достопочтенной Селине Уэлд-Форестер (17 февраля 1819 — 25 ноября 1894), дочери Сесила Уэлд-Форестер, 1-го барона Форестера . У них было четверо детей:
- Леди Мейбл Селина Бриджмен (? — 28 января 1933), в 1887 году вышла замуж за полковника Уильяма Кеньона-Слейни.
- Леди Флоренс Кэтрин Бриджмен (12 февраля 1859 — 5 мая 1943), в 1881 году вышла замуж за Генри Ласеллеса, 5-го графа Хэрвуда.
- Джордж Сесил Орландо Бриджмен, 4-й граф Брэдфорд (3 февраля 1845 — 2 января 1915), старший сын и преемник отца.
- Бригадный генерал достопочтенный Фрэнсис Чарльз Бриджмен (4 июля 1846 — 14 сентября 1917). Первым браком был женат с 1883 года на Гертруде Сесилии Хэнбери (1860—1911), дочери Джорджа Хэнбери, от брака с которой у него было пятеро детей. В 1913 году женился вторично на Агнес Флоренс Бриско (? — 1946), дочери Ричарда Холта Бриско.

Графиня отличалась «умом, веселостью и сочувствием». Бенджамин Дизраэли был глубоко привязан как к леди Брэдфорд, так и к её сестре Анне, графине Честерфилд. После смерти его жены в 1872 году его чувства, кажется, стали ещё теплее, и было высказано предположение, что он предложил бы жениться, если бы леди Брэдфорд могла выйти замуж.
Графиня Брэдфорд умерла в ноябре 1894 года. Лорд Брэдфорд умер после продолжительной болезни в Уэстон-парке, Стаффордшир, в марте 1898 года в возрасте 78 лет. Он был похоронен 12 марта 1898 года в Уэстон-андер-Лизард. Его старший сын Джордж унаследовал графский титул.